# Чемпіонат Європи з легкої атлетики 2028
Чемпіонат Європи з легкої атлетики 2028 буде проведений в Хожуві на Сілезькому стадіоні.
Про надання Хожуву права проводити головний легкоатлетичний чемпіонат Європи було оголошено 30 травня 2021 по завершенні командного чемпіонату-2021, який приймало польське місто.

## Медальний залік
| Місце               | Країна              | Золото | Срібло | Бронза | Загалом |
| ------------------- | ------------------- | ------ | ------ | ------ | ------- |
| Загалом (0 збірних) | Загалом (0 збірних) | 0      | 0      | 0      | 0       |